# Renato Ulrich
Renato Ulrich (ur. 14 grudnia 1983 w Lucernie) – szwajcarski narciarz dowolny, specjalizujący się w skokach akrobatycznych. Jego najlepszym wynikiem olimpijskim jest 10. miejsce w skokach akrobatycznych na igrzyskach olimpijskich w Turynie. Na mistrzostwach świata najlepszy wynik uzyskał na mistrzostwach świata w Inawashiro, gdzie zajął 4. miejsce w skokach akrobatycznych. Najlepsze wyniki w Pucharze Świata osiągnął w sezonie 2010/2011, kiedy to zajął 8. miejsce w klasyfikacji generalnej, a w klasyfikacji skoków akrobatycznych był trzeci.

## Osiągnięcia

### Igrzyska olimpijskie
| Miejsce | Dzień     | Rok  | Miejscowość | Konkurencja        | Zwycięzca        |
| ------- | --------- | ---- | ----------- | ------------------ | ---------------- |
| 10.     | 23 lutego | 2006 | Turyn       | Skoki akrobatyczne | Han Xiaopeng     |
| 18.     | 25 lutego | 2010 | Vancouver   | Skoki akrobatyczne | Alaksiej Hryszyn |

### Mistrzostwa świata
| Miejsce | Dzień    | Rok  | Miejscowość | Konkurencja        | Zwycięzca        |
| ------- | -------- | ---- | ----------- | ------------------ | ---------------- |
| 16.     | 1 lutego | 2003 | Deer Valley | Skoki akrobatyczne | Dmitrij Archipow |
| 4.      | 4 marca  | 2009 | Inawashiro  | Skoki akrobatyczne | Ryan St. Onge    |
| 4.      | 4 lutego | 2011 | Deer Valley | Skoki akrobatyczne | Warren Shouldice |

## Puchar świata

### Miejsca w klasyfikacji generalnej
- sezon 2002/2003: 102.
- sezon 2003/2004: 62.
- sezon 2005/2006: 55.
- sezon 2006/2007: 80.
- sezon 2007/2008: 32.
- sezon 2008/2009: 68.
- sezon 2009/2010: 11.
- sezon 2010/2011: 8.
- sezon 2011/2012: 41.
- sezon 2013/2014: 38.

### Miejsca na podium
1. Deer Valley – 1 lutego 2008 (Skoki akrobatyczne) – 3. miejsce
2. Mont Gabriel – 30 stycznia 2010 (Skoki akrobatyczne) – 3. miejsce
3. Beidahu – 18 grudnia 2010 (Skoki akrobatyczne) – 3. miejsce
4. Calgary – 29 stycznia 2011 (Skoki akrobatyczne) – 2. miejsce
5. Lake Placid – 21 stycznia 2012 (Skoki akrobatyczne) – 2. miejsce